# Nicklas Bergfors
Nicklas Per Olof Bergfors, född 7 mars 1987 i Södertälje, är en svensk före detta professionell ishockeyspelare. Bergfors började sin ishockeykarriär i Södertälje SK och spelade sina första A-lagsmatcher i Elitserien säsongen 2004/05. Samma säsong utsågs han till årets junior i svensk ishockey, och draftades efter säsongens slut av New Jersey Devils i den första rundan som nummer 23 totalt. Efter endast en säsong med spel i Elitserien, lämnade han Södertälje för spel i AHL med Devils farmarlag.
Under sin första säsong i AHL var han seriens yngsta spelare och spelade för Albany River Rats. Därefter tillbringade han tre säsonger med Lowell Devils och fick också debutera i NHL under säsongen 2007/08. 2009/10 var han ordinarie i NHL, men byttes under säsongens gång bort till Atlanta Thrashers. Två år senare, efter spel i både Florida Panthers och Nashville Predators, lämnade han NHL för spel i ryska KHL. På sina fem säsonger i KHL spelade han för AK Bars Kazan, Severstal Tjerepovets, HK Admiral Vladivostok och HK Amur Chabarovsk, innan han återvände till Sverige och SHL, då han skrivit ett avtal med Linköping HC. I mitten av februari 2017 lämnade han Linköping för spel med Djurgårdens IF, vilka han spelade för fram till säsongen 2021/22. 2019 tog Bergfors ett SM-silver med klubben.
Som junior representerade Bergfors Sverige vid tre JVM samt två U18-VM, där han i Tjeckien 2005 tog ett brons.

## Karriär

### Klubblagskarriär

#### 2004–2011: Början av karriären och Nordamerika
Bergfors sågs tidigt som en av Sveriges absolut största juniortalanger och spelade som 17-åring i Elitserien med Södertälje SK. Hans första elitseriemål kom i en match mot Modo Hockey i Scaniarinken den 12 oktober 2004 och blev matchavgörande då SSK vann matchen med 2–1. Bergfors var då 17 år och 199 dagar gammal. Samma säsong utsågs han till årets junior i svensk ishockey. I slutet av juli 2005 valdes Bergfors av New Jersey Devils i NHL-draften i den första rundan, som nummer 23 totalt.
Kort därefter skrev han som 18-åring kontrakt med New Jersey Devils. Han ansågs för bra för juniorhockeyn i Kanada och placerades därför i AHL där han som yngste spelare i ligan noterades för 40 poäng (17 mål, 23 assist) på 65 matcher, och slutade säsongen poängbäst i laget. Den efterföljande säsongen tillbringade Bergfors med Lowell Devils, poängproduktionen sjönk något och han noterades för 32 poäng på 60 matcher (13 mål, 19 assist). Efter ett starkt träningsläger med flera framgångsrika träningsmatcher under hösten 2007 lyckades Bergfors vinna en plats i New Jerseys premiärlag den 4 oktober 2007, borta mot Tampa Bay Lightning. Bergfors spelade i förstakedjan med Patrik Elias och Dainius Zubrus men lämnade matchen (som slutade med en 3–1-förlust) poänglös och axelskadad. Resten av säsongen tillbringade han med Lowell. 2 november 2008 gjorde han ett nytt försök i NHL och blev redan i första perioden målskytt för New Jersey mot Atlanta (ett löst skott förbi Johan Hedberg), i vad som slutade med 6-1-seger för Devils. Totalt fick Bergfors spela åtta matcher i NHL säsongen 2008/09 men gjorde inga fler mål. I AHL gick det dock bättre - med 51 poäng (varav 22 mål) på 66 matcher vann han den interna skytteligan i Lowell Devils.
Säsongen 2009/10 var Bergfors New Jerseys bäste poängplockare under försäsongen med sina fem poäng, (ett mål, fyra assist) och etablerade sig i lagets två toppformationer under den ordinarie säsongen. Den 4 februari 2010 fick han dock lämna Devils då han, tillsammans med Johnny Oduya och Patrice Cormier, samt två val i 2010 års NHL-draft, blev bortbytta till Atlanta Thrashers i utbyte mot Ilya Kovalchuk, Anssi Salmela och ett draftval. Totalt stod han för 44 poäng (21 mål, 23 assist) under sin rookiesäsong 2009/10, och blev också uttagen till NHL All-Rookie Team. Inför säsongen 2010/11 förlängde Bergfors sitt kontrakt med Thrashers, då han skrev på för ytterligare ett år. Trots detta, blev han den 28 februari 2011 bortbytt, tillsammans med Patrick Rissmiller, till Florida Panthers i utbyte mot Radek Dvořák och ett framtida draftval.

#### 2011–2017: Spel i KHL och Linköping HC

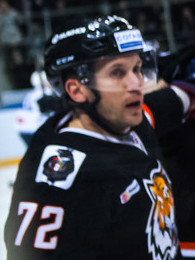
Bergfors med HK Amur Chabarovsk 2016.

Den 3 juli 2011 skrev Bergfors på ett ettårskontrakt för Nashville Predators. Efter endast elva spelade matcher med laget, ville Predators skicka Berfors till klubbens farmarlag i AHL. Detta medförde att Bergfors ville lämna Nordamerika, och den 2 december 2011 presenterades han som ett av Ak Bars Kazans nyförvärv i ryska KHL. Bergfors tid med Kazan blev kort. Efter endast en poäng på åtta matcher bröts kontraktet i samförstånd och Bergfors avslutade istället säsongen med Severstal Tjerepovets. Den 18 januari 2012 spelade han sin första match för Tjerepovets och gjorde också sitt första KHL-mål då han avgjorde matchen, som slutade 1–0 mot HK Sibir Novosibirsk. I maj samma år förlängde han sitt kontrakt med klubben med ytterligare två år. Under sin första hela säsong i KHL stod Bergfors för 18 poäng på 45 matcher.
Efter säsongen hölls en expansionsdraft i KHL för den nybildade klubben HK Admiral Vladivostok. Varje lag i KHL fick sätta upp fem lag som det nya laget kunde välja. Bergfors var en av de fem spelare Tjerepovets satte på sin lista, och blev sedan en av två svenska spelare att väljas till Vladivostok. Under sin första säsong med den nya klubben var Bergfors tillsammans med Felix Schütz de poängstarkaste spelarna i laget, och slutade tvåa i den interna poängligan då han på 54 matcher stod för 36 poäng (17 mål, 19 assist). Inför säsongen 2014/15 förlängde han sitt kontrakt med laget med ett år, och gjorde därefter sin poängmässigt främsta säsong i KHL då han vann lagets interna poängliga med 44 poäng på 60 matcher (21 mål, 23 assist).
Inför 2015/16 förlängde han ytterligare ett år med Vladivostok. Säsongen började mindre bra och på 25 matcher hade Bergfors stått för elva poäng (tre mål, åtta assist), vilket klubben inte var nöjda med. Som en följd av detta skickades han ner till klubbens farmarlag Sokol Krasnoyarsk i VHL, innan han i början av december 2015 byttes bort till HK Amur Chabarovsk i utbyte mot Nikita Tserenok. På 23 matcher för klubben producerade Bergfors sex mål och sju assistpoäng.
Efter att ha spelat elva säsonger utomlands, meddelades det i början av maj 2016 att Bergfors återvänt till Sverige då han skrivit på ett tvåårsavtal med Linköping HC i SHL.

#### 2017–2022: Djurgårdens IF

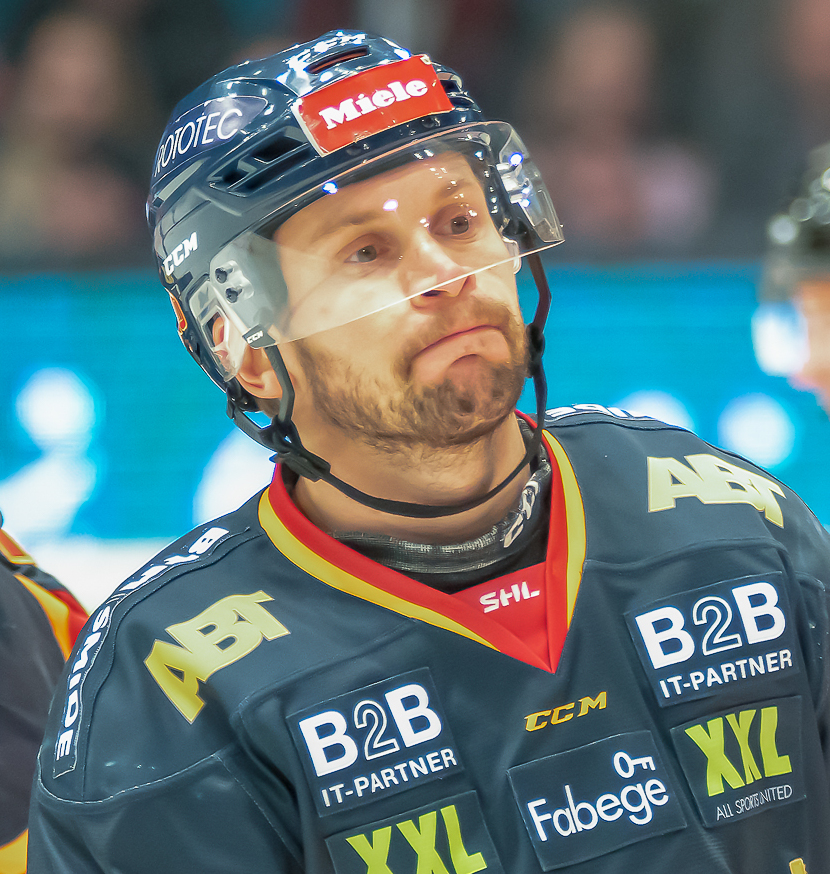
Bergfors med Djurgårdens IF 2019.

Efter att ha spelat 36 matcher för Linköping, där han noterats för fem poäng (tre mål, två assist), meddelades det den 15 februari 2017 att Bergfors lämnat laget för spel i seriekonkurrenten Djurgårdens IF. Återstoden av säsongen spelade Bergfors 13 matcher för Djurgården där han stod för nio poäng, varav fem mål.
Inför säsongen 2017/18 förlängde Bergfors sitt kontrakt med Djurgården med två år. Därefter stod han för sin poängmässigt främsta säsong i SHL med 27 poäng på 52 grundseriematcher (14 mål, 13 assist), vilket gav honom en andraplats i lagets interna skytteliga. I SM-slutspelet slogs Djurgården ut i semifinal av Skellefteå AIK med 4–2 i matcher. På elva slutspelsmatcher noterades Bergfors för två mål och två assistpoäng. Inför säsongen 2018/19 utsågs Bergfors till en av Djurgårdens assisterande lagkaptener. Han spelade samtliga matcher i grundserien och stod för totalt 21 poäng. I SM-slutspelet lyckades Djurgården ta sig till final sedan man slagit ut Skellefteå AIK och Färjestad BK i kvarts-, respektive semifinal. I finalen föll man dock med 4–2 i matcher mot Frölunda HC. På 19 slutspelsmatcher noterades Bergfors för två mål och sex assistpoäng.
Säsongen 2020/21 tangerade Bergfors sitt personliga poängrekord i SHL:s grundserie från säsongen 2017/18 då han på 52 matcher noterades för 27 poäng. Han vann också Djurgårdens interna skytteliga med 15 gjorda mål och slutade på tredje plats i lagets poängliga. I SM-slutspelet slogs laget ut i play-in av Frölunda HC med 2–1 i matcher.
Den 19 mars 2021 meddelades det att Bergfors förlängt sitt avtal med klubben med ytterligare en säsong. Bergfors spelade 50 av grundseriens 52 matcher och gjorde sin poängmässigt sämsta säsong som senior sedan debutsäsongen 2004/05. Han stod för fem poäng, varav två mål. Djurgården slutade näst sist i grundserietabellen och tvingades till kvalspel mot Timrå IK för att säkra nytt SHL-kontrakt. Timrå vann samtliga fyra matcher och Djurgården degraderades därför till Hockeyallsvenskan. Bergfors gick poänglös ur dessa fyra matcher.

### Landslagskarriär

#### 2004–2007: Ungdoms- och juniorlandslag
Som 17-åring blev Bergfors 2004 uttagen till det svenska laget i U18-VM i Vitryssland. Laget gick till kvartsfinal efter att ha slutat trea i gruppspelet, och ställdes där mot Tjeckien. Bergfors gjorde Sveriges enda mål då laget föll med 5–1. Totalt stod han för tre poäng på sex matcher (ett mål, två assist). Samma säsong blev han även, som enda 17-åring, uttagen till att representera Sverige då JVM avgjordes i USA. Även denna gång åkte Sverige ut i kvartsfinalen, efter en 8–2-förlust mot värdnationen USA. Bergfors gjorde sina två mål i turneringen i den efterföljande placeringsmatchen, som man förlorade, mot Finland. I april 2005 spelade Bergfors sitt andra och sista U18-VM, i Tjeckien. I kvartsfinalen, mot Slovakien, stod Bergfors för ett hat trick när Sverige vann med 5–3. Laget föll sedan i semifinal, mot USA, med 6–2 och ställdes i bronsmatchen mot värdnationen Tjeckien. Sverige vann med 4–2 och Bergfors gjorde det matchavgörande målet. Han var också Sveriges poängbästa spelare i mästerskapet (sex mål på sju matcher) och blev uttagen till turneringens All Star-lag.
Bergfors blev uttagen att spela sitt andra JVM 2006, men blev initialt stoppad från att spela, av sitt klubblag New Jersey Devils. Han var tillsammans med Nicklas Bäckström Sveriges poängmässigt bästa spelare med en produktion om sex poäng på sex matcher. Sverige lämnade turneringen som femma, efter att ha förlorat kvartsfinalen mot Finland med 1–0 efter förlängningsspel. JVM 2007, i Sverige var Bergfors tredje och sista JVM, och blev hans poängmässigt sämsta turnering. Sverige föll i bronsmatchen mot USA med 2–1 och Bergfors stod totalt för två assisteringar på sju spelade matcher.

#### 2010: A-landslaget
Bergfors debuterade i Tre Kronor under LG Hockey Games och gjorde sin första A-landskamp den 29 april 2010 då Sverige föll mot Tjeckien med 2–1 efter straffläggning. En vecka senare, den 5 maj, gjorde han sitt första A-landslagsmål i en träningsmatch då Danmark besegrades med 10–3. Bergfors var därefter uttagen att spela sitt första VM – i Tyskland samma år, men efter att ha blivit petad inför premiäromgången lämnade han truppen.

## Statistik

### Klubblag
| 2004–05    | Södertälje SK          | SHL        | 25  | 1  | 0  | 1   | 2  | 2  | 0 | 0  | 0  | 0  |
| 2005–06    | Albany River Rats      | AHL        | 65  | 17 | 23 | 40  | 10 | —  | — | —  | —  | —  |
| 2006–07    | Lowell Devils          | AHL        | 60  | 13 | 19 | 32  | 8  | —  | — | —  | —  | —  |
| 2007–08    | Lowell Devils          | AHL        | 66  | 12 | 15 | 27  | 22 | —  | — | —  | —  | —  |
| 2007–08    | New Jersey Devils      | NHL        | 1   | 0  | 0  | 0   | 0  | —  | — | —  | —  | —  |
| 2008–09    | Lowell Devils          | AHL        | 66  | 22 | 29 | 51  | 14 | —  | — | —  | —  | —  |
| 2008–09    | New Jersey Devils      | NHL        | 8   | 1  | 0  | 1   | 0  | —  | — | —  | —  | —  |
| 2009–10    | New Jersey Devils      | NHL        | 54  | 13 | 14 | 27  | 10 | —  | — | —  | —  | —  |
| 2009–10    | Atlanta Thrashers      | NHL        | 27  | 8  | 9  | 17  | 0  | —  | — | —  | —  | —  |
| 2010–11    | Atlanta Thrashers      | NHL        | 52  | 11 | 18 | 29  | 6  | —  | — | —  | —  | —  |
| 2010–11    | Florida Panthers       | NHL        | 20  | 1  | 6  | 7   | 2  | —  | — | —  | —  | —  |
| 2011–12    | Nashville Predators    | NHL        | 11  | 1  | 1  | 2   | 2  | —  | — | —  | —  | —  |
| 2011–12    | Ak Bars Kazan          | KHL        | 8   | 0  | 1  | 1   | 2  | —  | — | —  | —  | —  |
| 2011–12    | Severstal Tjerepovets  | KHL        | 13  | 4  | 3  | 7   | 4  | 6  | 0 | 1  | 1  | 0  |
| 2012–13    | Severstal Tjerepovets  | KHL        | 45  | 8  | 10 | 18  | 2  | 9  | 0 | 3  | 3  | 0  |
| 2013–14    | HK Admiral Vladivostok | KHL        | 54  | 17 | 19 | 36  | 18 | 5  | 1 | 1  | 2  | 2  |
| 2014–15    | HK Admiral Vladivostok | KHL        | 60  | 21 | 23 | 44  | 14 | —  | — | —  | —  | —  |
| 2015–16    | HK Admiral Vladivostok | KHL        | 25  | 3  | 8  | 11  | 6  | —  | — | —  | —  | —  |
| 2015–16    | Sokol Krasnoyarsk      | VHL        | 2   | 0  | 0  | 0   | 0  | —  | — | —  | —  | —  |
| 2015–16    | HK Amur Chabarovsk     | KHL        | 23  | 6  | 7  | 13  | 10 | —  | — | —  | —  | —  |
| 2016–17    | Linköping HC           | SHL        | 36  | 3  | 2  | 5   | 10 | —  | — | —  | —  | —  |
| 2016–17    | Djurgårdens IF         | SHL        | 10  | 2  | 3  | 5   | 2  | 3  | 3 | 1  | 4  | 2  |
| 2017–18    | Djurgårdens IF         | SHL        | 52  | 14 | 13 | 27  | 14 | 11 | 2 | 2  | 4  | 2  |
| 2018–19    | Djurgårdens IF         | SHL        | 52  | 6  | 15 | 21  | 12 | 19 | 2 | 6  | 8  | 6  |
| 2019–20    | Djurgårdens IF         | SHL        | 52  | 12 | 11 | 23  | 22 | —  | — | —  | —  | —  |
| 2020–21    | Djurgårdens IF         | SHL        | 52  | 15 | 12 | 27  | 14 | 3  | 0 | 1  | 1  | 2  |
| SHL totalt | SHL totalt             | SHL totalt | 279 | 53 | 56 | 109 | 76 | 38 | 7 | 10 | 17 | 12 |
| AHL totalt | AHL totalt             | AHL totalt | 257 | 64 | 86 | 150 | 54 | —  | — | —  | —  | —  |
| KHL totalt | KHL totalt             | KHL totalt | 228 | 59 | 71 | 130 | 56 | 20 | 1 | 5  | 6  | 2  |
| NHL totalt | NHL totalt             | NHL totalt | 173 | 35 | 48 | 83  | 20 | —  | — | —  | —  | —  |

### Internationellt
| År            | Lag           | Turnering     | Matcher | Mål | Assists | Poäng | Utv. |
| ------------- | ------------- | ------------- | ------- | --- | ------- | ----- | ---- |
| 2004          | Sverige       | U18-VM        | 6       | 1   | 2       | 3     | 6    |
| 2005          | Sverige       | JVM           | 6       | 2   | 1       | 3     | 2    |
| 2005          | Sverige       | U18-VM        | 7       | 6   | 0       | 6     | 0    |
| 2006          | Sverige       | JVM           | 6       | 3   | 3       | 6     | 2    |
| 2007          | Sverige       | JVM           | 7       | 0   | 2       | 2     | 0    |
| Junior totalt | Junior totalt | Junior totalt | 32      | 12  | 8       | 20    | 10   |